# Call Detail Record
Call Detail Record (używana jest także nazwa Call Data Record, CDR) – informacja generowana przez elementy infrastruktury teleinformatycznej, która może posłużyć do naliczenia opłaty za usługę telekomunikacyjną. 

## Infrastruktura teleinformatyczna wspierająca generowanie i przetwarzanie CDR-ów
Pierwotnie idea CDR związana była z połączeniami telefonicznymi. CDR mógł być generowany przez centrale miejscowe obsługujące abonenta, który inicjował połączenie, do którego było ono zestawiane lub przez centrale tranzytowe biorące udział w zestawianiu rozmowy. Te same zasady wykorzystane są w telefonii komórkowej w centralach MSC i GMSC. 
Oprócz połączeń głosowych, CDR-y generowane są także podczas wysyłania SMS oraz transmisji GPRS/EDGE (w elementach SGSN i GGSN).
Dodatkowym źródłem CDR-ów są usługi dodane. Elementy infrastruktury odpowiedzialne za te usługi mogą tworzyć własne CDR-y, a aplikacje uruchomione na platformie sieci inteligentnych mogą dodatkowo wpływać na zawartość CDRów generowanych przez centrale (np. w usługach 0 800, 0 700. itp. ). 
Generowane CDR-y przesyłane są do centrum billingowego. Dane w nich zawarte, po odpowiednim przetworzeniu mogą być użyte do naliczenia opłat rozliczanych w ramach abonamentu (niemniej CDR-y generowane są także dla abonentów rozliczających się w systemie prepaid, mogą np. zostać użyte w sytuacji chwilowej awarii systemu naliczającego opłaty w czasie rzeczywistym, lub na wniosek prokuratury, gdy potrzebne są wykazy rozmów). 

## Wykorzystanie CDR
Głównym powodem, dla którego generuje się CDR-y, jest możliwość naliczenia opłat za usługi telekomunikacyjne. Po przetworzeniu i wykorzystaniu informacji w celu naliczenia opłat, CDR-y są zazwyczaj archiwizowane. Na bazie informacji w nich zawartej, można później wyciągać statystyczne wnioski związane z wykorzystaniem zasobów sieciowych. Na operatorach ciąży też obowiązek, narzucony przez ustawodawcę, przechowywania informacji o połączeniach wykonanych w ich sieci.

## Informacje zawarte w CDR
Informacje zawarte w CDR są przedmiotem rekomendacji instytucji odpowiedzialnych za rozwój standardów telekomunikacyjnych, niemniej konkretni operatorzy opierając się na tych wytycznych tworzą własny zbiór danych dostosowany do własnych potrzeb i strategii naliczania opłat. 
CDR może zawierać między innymi: 
- numer telefonu, z którego zainicjowano połączenie
- numer telefonu, na który zestawiono połączenie
- datę i czas rozpoczęcia rozmowy
- okres w którym połączenie było aktywne
- informacje o dodatkowych usługach, które były wykorzystane podczas zestawiania/trwania rozmowy
- informacje o taryfie
- informacje o tym, która ze stron połączenia powinna być obciążona opłatami

Poniżej zamieszczony został przykład zdekodowanego CDR wygenerowanego w centrali MSC, w której zainicjowano rozmowę. 
```
 UMTSGSMPLMNCallDataRecord                                   
   mSOriginating                                               
     callPosition                                                03'H
     chargeableDuration                                            0  0 10'BCD
     dateForStartOfCharge                                        070814'H
     exchangeIdentity                                            "AMSC15"
     interruptionTime                                              0  0  0'BCD
     recordSequenceNumber                                        508'D
     tariffClass                                                 1'D
     tariffSwitchInd                                             00'H
     timeForStartOfCharge                                         16  4 15'BCD
     timeForStopOfCharge                                          16  4 25'BCD
     switchIdentity                                              0002'H
     mSCIdentification                                           1132486000101F'TBCD
     callingSubscriberIMEI                                       351263003139610F'TBCD
     callingSubscriberIMEISV                                     3512630031396113'TBCD
     callingSubscriberIMSI                                       206205002600750F'TBCD
     teleServiceCode                                             11'H
     iNMarkingOfMS                                               09'H
     firstCallingLocationInformation                             02F60200010001'H
     calledPartyNumber                                           122720484259416F'TBCD
     frequencyBandSupported                                      06'H
     originatingLocationNumber                                   1132486000004F'TBCD
     timeForTCSeizureCalling                                      16  3 53'BCD
     firstRadioChannelUsed                                       00'H
     firstAssignedSpeechCoderVersion                             01'H
     speechCoderPreferenceList                                   010003'H
     callingPartyNumber                                          14484259415F'TBCD
     incomingRoute                                               "ABSC5TI"'S
     originatedCode                                              01'H
     callIdentificationNumber                                    1100'D
     networkCallReference                                        0000FF0002'H
     typeOfCallingSubscriber                                     1'D
     radioChannelProperty                                        03'H
     tAC                                                         01020D'H
     subscriptionType                                            00'H
     originForCharging                                           00'H
     chargingCase                                                1'D
     chargedParty                                                00'H
     timeFromRegisterSeizureToStartOfCharging                      0  0 22'BCD
     internalCauseAndLoc                                         0003'H
     lastCallingLocationInformation                              02F60200010001'H
     eMLPPPriorityLevel                                          03'H
     incomingAssignedRoute                                       "ABSC5TI"'S
     translatedNumber                                            1132484259416F'TBCD
     outgoingRoute                                               "272GRI3"'S
     eosInfo                                                     00'H
     disconnectingParty                                          00'H
```